# Partit Conservador Popular Alemany
El Partit Partit Conservador Popular (KVP, de l'alemany Konservative Volkspartei) va ser un partit polític alemany. Va sorgir el 1929 com escissió moderada del Partit Nacional del Poble d'Alemanya (DNVP), davant la política d'acostament al Partit Nazi seguida pel seu nou capdavanter Alfred Hugenberg. El seu líder va ser el predecessor de Hugenberg en el DNVP, Gottfried Treviranus, i encara que el 1930 només va obtenir 4 escons, va donar i va formar part del govern de Heinrich Brüning. No obstant això, després de la caiguda d'aquest i de les eleccions de 1932, el partit va desaparèixer pràcticament, abans de la seva prohibició per Adolf Hitler en 1934.